# Styposis ajo
Styposis ajo là một loài nhện trong họ Theridiidae.
Loài này thuộc chi Styposis. Styposis ajo được Herbert Walter Levi miêu tả năm 1960.